# Jan Sandström
Jan Sandström (25 de enero de 1954, Vilhelmina, provincia de Västerbotten, Suecia) es un compositor de música clásica sueco. Sus composiciones más conocidas son el Motorbike Odyssey un concierto para trombón y orquesta, y su arreglo coral de Es ist ein Ros entsprungen (Una rosa brotó).

## Carrera
Sandström se crio en Estocolmo. Estudió en la Escuela de Música de Piteå que pertenece a la Universidad Tecnológica de Luleå (1974-1976) y completó su formación musical en el Real Conservatorio de Estocolmo, estudiando teoría musical (1978-1982) y composición con Gunnar Bucht, Brian Ferneyhough y Pär Lindgren (1980-1984).
Ingresó la facultad de la Escuela de Música de Piteå en la década de 1980 y fue nombrado profesor de composición en 1989.
De 1988 a 1989 compuso su primer concierto para trombón y orquesta grande, que se hizo famoso como Motorbike Concerto, revisado en 2002 como Motorbike Odyssey. En 1990 compuso Es ist ein Ros entsprungen (Det är en ros utsprungen), un arreglo de la conocida música de Praetorius pero más lenta y en un coro a capela a ocho voces.
En 1991 terminó Från Mörker till Ljus (De la oscuridad a la luz) para narrador barítono y orquesta de cámara, con poemas de Folke Isaksson, e inspirados por un retablo de Amberes en Gammelstad, enfocado en la Pasión. Los poemas son parte hablados y parte cantados, algunos acompañados por la orquesta. El décimo de los catorce movimientos en total, Klarheten (Claridad), es puramente orquestal. En 2002 la obra fue grabada con el cantante del estreno, Peter Mattei, el narrador Sven Wollter y la Orquesta de Cámara de Norrbotten, dirigida por Petter Sundkvist.
En 2008, se estrenó su Rekviem (Requiem) con textos en sueco de Christine Falkenland en la Iglesia Hedvig Eleonora de Estocolmo. Una crítica resumía lo siguiente: « 99% de Pärt, 1% de Bach».
En 2009, su ballet The Tale of a Manor (La historia de una mansión) fue grabado en DVD por el Royal Swedish Ballet y la Orquesta Sinfónica de la Radio Sueca, dirigida por Jonas Dominique.
En octubre de 2013, se estrenó su nueva obra coral titulada Do what is fair (Hacer lo que es justo) en la Catedral de Uppsala, como parte del festival de voces jóvenes de la catedral. Este arreglo de Sandström de un texto del Deuteronomio, para cuatro coros y cuatro órganos, fue interpretada por los coros de Uppsala, Trondheim, Varsovia, Colonia, Llandaff, Riga y Solothurn.

## Obras (selección)

### Orquesta

#### Conciertos
- A dance in the subdominant quagmire para flauta dulce soprano y orquesta de cuerdas, 1994
- Concierto para flauta, 2008
- Concierto para clarinete, 2001
- My assam dragon, concierto para saxofón alto, 1994 (para John-Edward Kelly)
- Concierto para trompeta n.º 1, 1987 (para Håkan Hardenberger)
- Concierto para trompeta n.º 2, 1993/96 (para Håkan Hardenberger)
- Concierto para trompeta n.º 3, 2007 (para Ole Edvard Antonsen)
- Concierto para trombón .º 1, Motorcykelkonserten, 1988–89 (para Christian Lindberg)
  - versión abreviada: A short ride on a motorbike, 1989
  - versión revisada: A motorbike odyssey, 2002
- Trombone Concerto No. 2, Don Quixote, 1994 (para Christian Lindberg)
- Ecos de eternidad, concierto para dos trombones, 2009
- The Lemon House, concierto para tuba, 2004
- Concierto para piano n.º 1, 1995
- Bona Spey, concierto para piano n.º 2, 2001

#### Orquesta
- Era, 1979–80
- Snowflakes para orquesta de cámara, 1980/84
- Acintyas para orquesta de cuerdas, 1986
- Indri, 1988/89
- Kejsarvisan, 1993
- Ocean child, 1999/2004

### Vocal

#### Ópera
- Bombi Bitt, 1991–92
- Macbeth², 1996
- K. Beskrivning av en kamp (K. descripción de una lucha), 2005
- God Natt Madame!, 2006

#### Coral
- Det är en ros utsprungen (Praetorius/Sandström) para dos coros mixtos a capela, 1990
- Sanctus para coro masculino o femenino, 1990, versión para coro mixto de 1993
- Te Deum (1996) para coro y orquesta
- Biegga luothe para coro mixto, 1998
- Across the bridge of hope para solista y coro mixto, 1999
- Ett svenskt requiem para coro, solistas y orquesta pequeña, 2007, texto por Christine Falkenland
- Do what is fair para dos coros mixtos, dos coros agudos y cuatro órganos, 2012

### Música de cámara
- Wahlbergvariationer para violonchelo y quinteto de viento, 1990
  - versión para cuarteto de saxofones, 1993
- Sång till Lotta para trombón y piano